# Stord
Stord is een eiland en een gemeente in de Noorse provincie Vestland. De gemeente Stord, die in 2017 18.821 inwoners telde, omvat de zuidelijke helft van het gelijknamige eiland, het eiland Føyno, alsmede een aantal kleinere eilanden.

## Vervoer
Het eiland Stord is door de Stordbrug verbonden met Føyno. Føyno is door de Bømlafjordtunnel verbonden met Sveio op het vasteland. Zowel de brug als de tunnel maken deel uit van de E39.
Bij het dorp Sørstokken ligt het vliegveld Stord Sørstokken.

## Plaatsen in de gemeente
- Leirvik
- Sagvåg
- Valvatna

## Geboren
- Vegar Hoel (1973-2021), acteur
- Synnøve Macody Lund (1976), actrice, journaliste, filmrecensente en voormalig model
- Odd Christian Eiking (1994), wielrenner
- Anders Mol (1997), beachvolleyballer

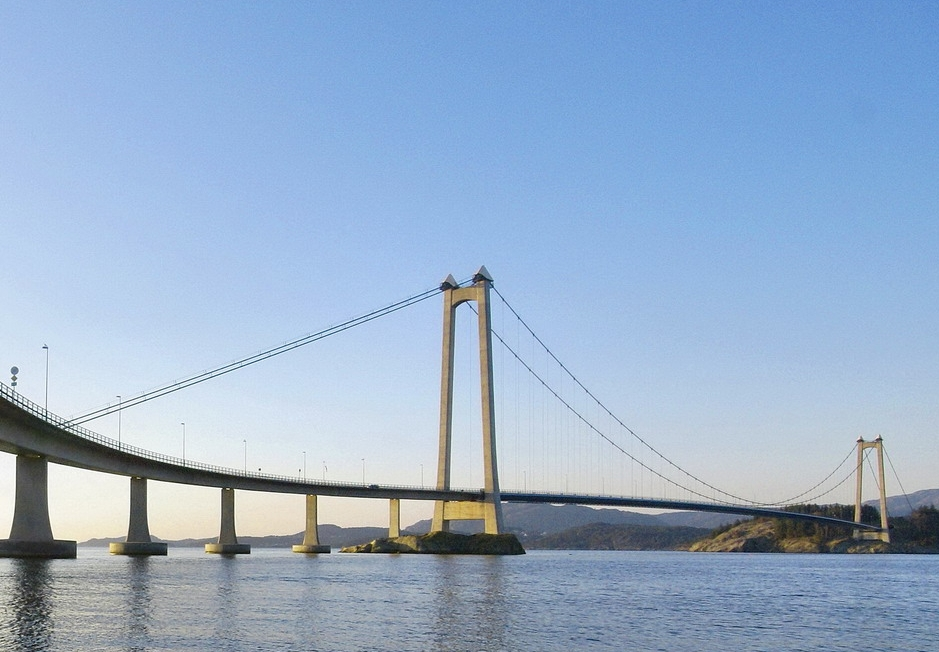
Stordbrug
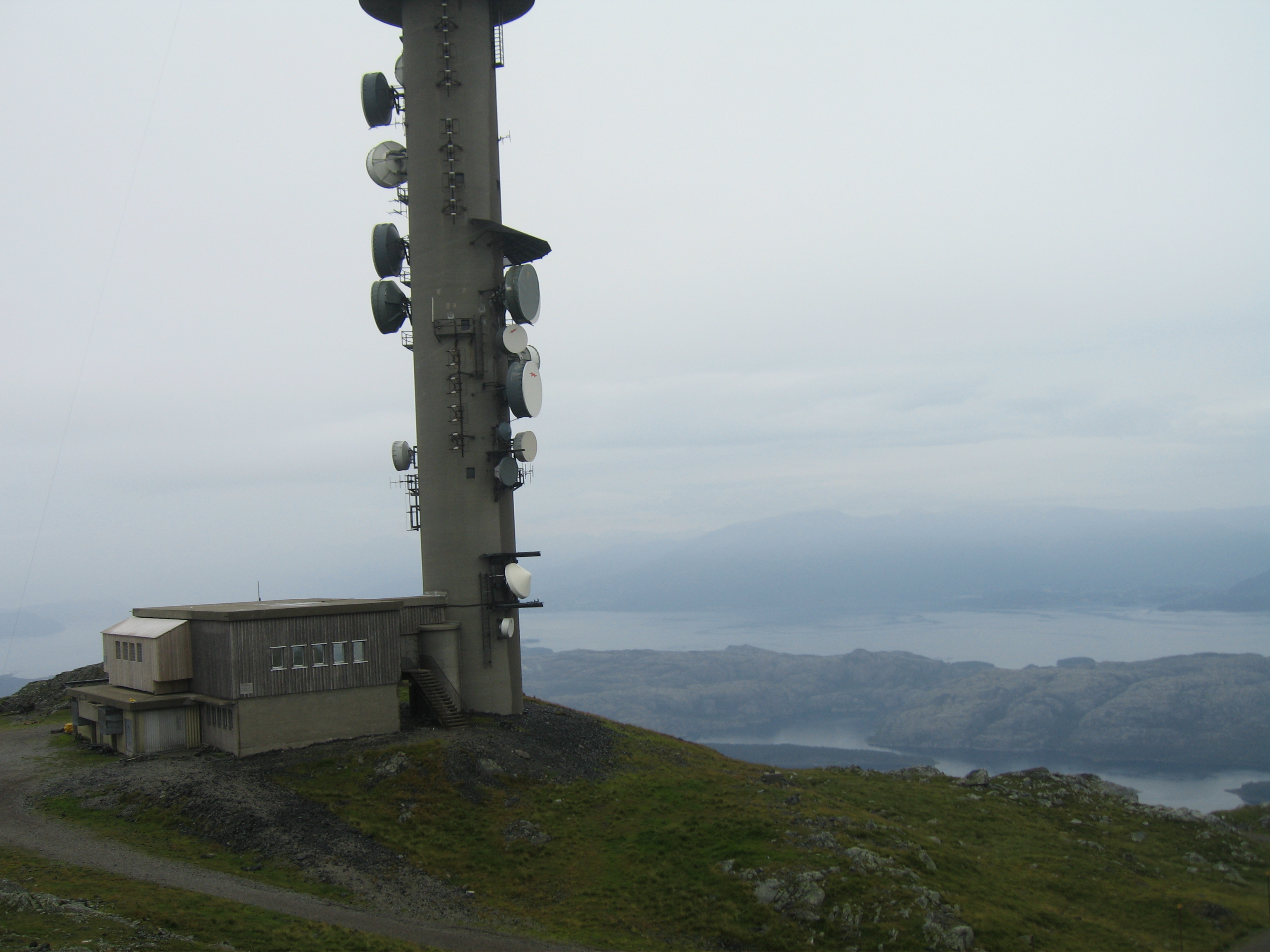
Uitzicht vanaf de berg Kattnakken op Stord

Alver ·  Askvol · Askøy · Aurland · Austevoll · Austrheim · Bergen · Bjørnafjorden · Bremanger · Bømlo · Eidfjord · Etne · Fedje · Fitjar · Fjaler · Gloppen · Gulen · Hyllestad · Høyanger · Kinn · Kvam · Kvinnherad · Luster · Lærdal · Masfjorden · Modalen · Osterøy · Samnanger · Sogndal · Solund · Stad · Stord · Stryn · Sunnfjord · Sveio · Tysnes · Ullensvang · Ulvik · Vaksdal · Vik · Voss · Øygarden · Årdal

Fylker van Noorwegen